# Kazuki Yasuo
Kazuki Yasuo (japanisch 香月 泰男; geb. 25. Oktober 1911 in Misumi, Präfektur Yamaguchi; gest. 8. März 1974) war ein japanischer Maler der Shōwa-Zeit im Yōga-Stil. Sein Werk ist geprägt durch die Kriegsgefangenschaft in Sibirien.

## Leben und Werk
Kazuki besuchte ab 1929 die private Kawabata-Schule für Malerei (川端画学校 Kawabata ga-gakkō) und studierte dort Design. Dann wechselte er zur staatlichen Kunsthochschule Tōkyō (Tōkyō bijutsu gakkō) und bildete sich unter Fujishima Takeji weiter in Ölmalerei. 1934 wurde sein Bild „Landschaft im hinteren Japan unter Schneefall“ (雪降りの山陰風景 Yukiburi no San‘in fūkei) auf der 9. Ausstellung der Kokuga-kai (国画会) angenommen, wobei sich Umehara Ryūzaburō und der Kunstkritiker Fukushima Shigetarō (福島繁太郎; 1896–1960) anerkennend dazu äußerten.
Ab 1938 war Kazuki Lehrer an der Shimonoseki Oberschule für Mädchen, wobei er weiterhin Bilder bei der Kokuga-kai einreichte. 1940 erhielt er den Saburi-Preis (佐分利賞) und wurde als Mitglied in die Kokuga-kai aufgenommen.
1943 wurde Kazuki eingezogen und in die Mandschurei geschickt. Dort geriet er 1945 in sowjetische Gefangenschaft und kam in ein Lager in der Region Krasnojarsk (Sibirien), wo er als Holzfäller arbeiten musste.
1947 wurde Kazuki entlassen und erhielt im Jahr darauf eine Stelle als Lehrer an der Ōtsu-Oberschule, seiner alten Schule. Er nahm seine Maltätigkeit wieder auf und zeigte 1949 auf der Ausstellung der Kokuga-kai das Bild Begräbnis (埋葬 Maisō) und malte in den nächsten zwanzig Jahren Bilder mit Motiven aus der Erfahrung des Krieges, der Niederlage, des Lagerlebens. Er war damit auf einer Reihe von Ausstellungen zusehen, so auf Nihon kokusai bijutsu-ten (日本国際美術展), Gendai Nihon bijutsu-ten (現代美術展) und weiter auch auf den Ausstellungen der Kokuga-kai. Dazu kam auch eine Einzelausstellung.
Zu den ausgestellten 58 Werken gehören die Erinnerungen aus den Kriegszeiten, wie „Sonnenuntergang in Hulun Buir“ (フルンブイルの洛陽; Furumbuiru no rakuyō; 1950), „Nach Norden, nach Westen“ (北へ西へ Kita e, nishi e; 1959), „Gefrorener Boden“ (凍土 Tōdo; 1965), „Kaiserliches Wir“ (朕 Chin; 1970), „Appell“ (点呼 Tenko; 1971). In Braun, Grau und Schwarz gehalten vermitteln die Werke seinen Protest gegen den Krieg und das Gedenken an die Toten. Auch Alltagsthemen wurden meist schwer und dunkel dargestellt.